# Smartphones von Honor

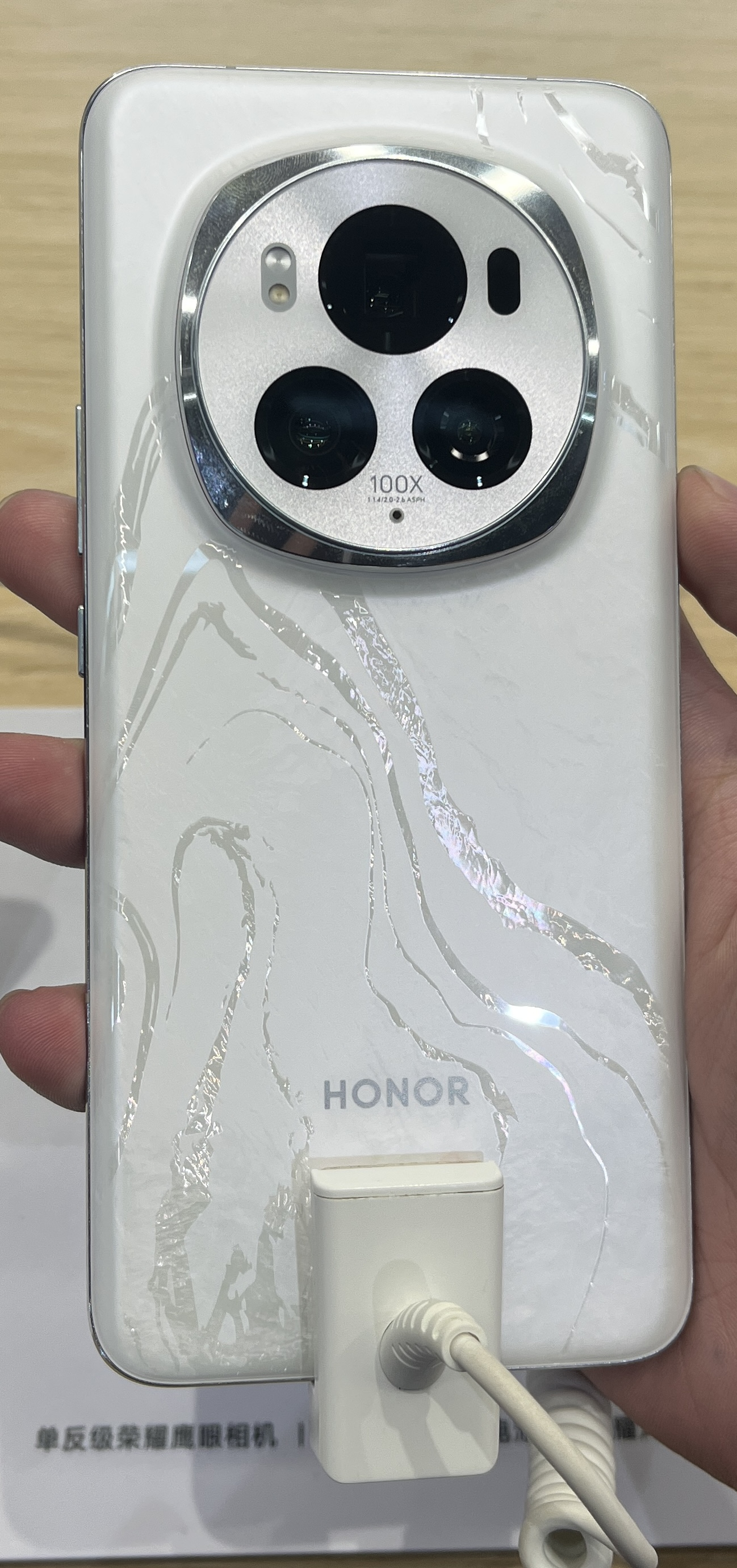
Honor Magic 6 Pro

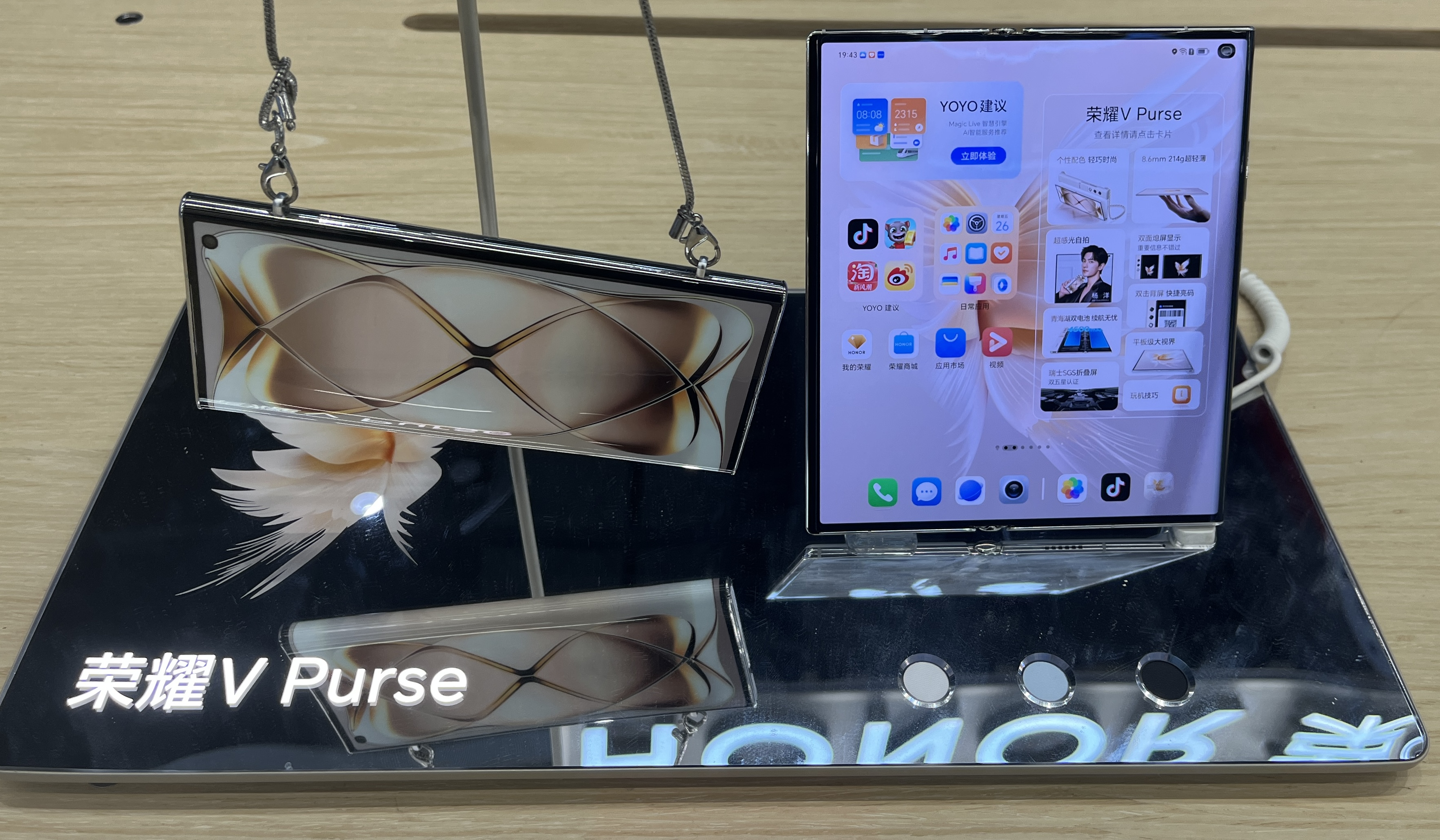
Foldables von Honor

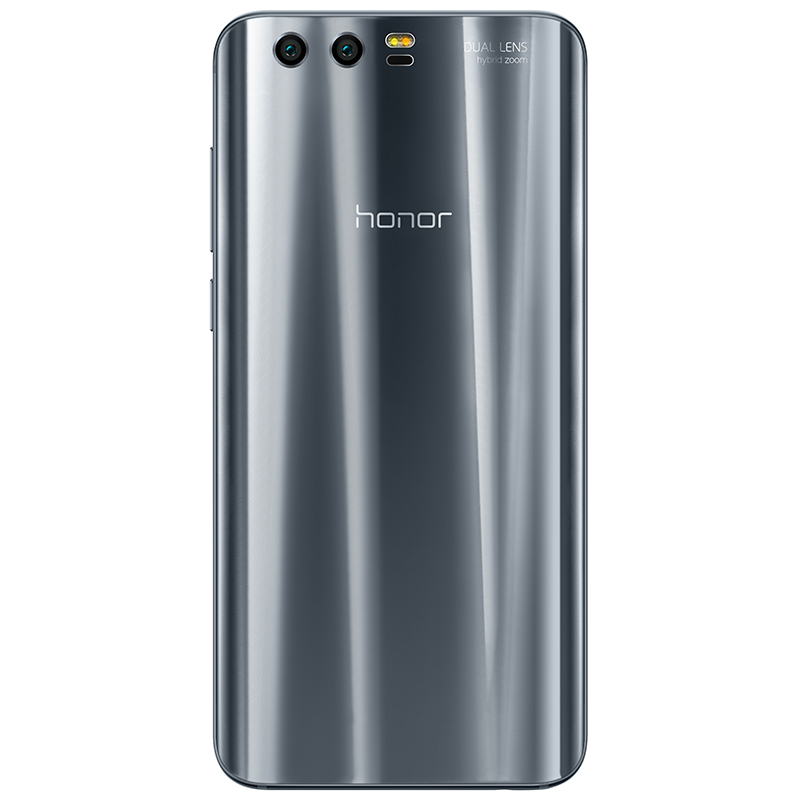
Honor 9

Diese Liste enthält eine Auswahl an Handys und Smartphones des chinesischen Telekommunikationsunternehmen Honor.

## Honor Magic-Serie
- Honor Magic 4 Lite
- Honor Magic 4
- Honor Magic 5 Lite
- Honor Magic 5 Pro
- Honor Magic VS
- Honor Magic V2
- Honor Magic 6 Lite
- Honor Magic 6 Pro
- Honor Magic V3
- Honor Magic 7 Lite
- Honor Magic 7 Pro

## Honor N-Serie
- Honor 3C
- Honor 4C (G Play Mini)
- Honor 4X
- Honor 5C
- Honor 5X
- Honor 6
- Honor 6A
- Honor 6X
- Honor 7
- Honor 7C
- Honor 7X
- Honor 8
- Honor 8x
- Honor 9 Lite
- Honor 9
- Honor 9x
- Honor 9x Pro
- Honor 10
- Honor 10 Lite
- Honor 20 Lite
- Honor 20
- Honor 20 Pro
- Honor 50 Lite
- Honor 50
- Honor 70
- Honor 90 Lite
- Honor 90
- Honor 200 Lite
- Honor 200 Smart
- Honor 200
- Honor 200 Pro
- Honor 400 Lite
- Honor 400
- Honor 400 Pro

## Honor X-Serie
- Honor X6a
- Honor X7a
- Honor X8a

## Sonstige Smartphones von Honor
- Honor View 20
- Honor Play
- Honor View 10
- Honor Holly

Honor Holly 2 Plus